# Ross Female Factory
La Ross Female Factory, est une ancienne workhouse australienne pour femmes détenues (en) dans la colonie pénitentiaire de la Terre de Van Diemen. Elle est située dans le village de Ross, dans la région des Midlands de Tasmanie. Le site est opérationnel entre 1848 et 1854.
Les sites pénitentiaires d’Australie représentent un exemple exceptionnel de migration forcée de personnes condamnées et un exemple de l'évolution du traitement des châtiment et de la délinquance. Représentant l'expérience féminine, la Ross Female Factory démontre comment le transport pénitentiaire a été utilisé pour étendre les sphères d'influence de la Grande-Bretagne, ainsi que pour punir et réformer les femmes détenues.
Le site est devenue un lieu patrimonial historique et touristique. La maison du surveillant est ouverte au public qui peut avoir un aperçu de l'histoire du site pénitentiaire, qui a été conservée et exposée. Les fouilles archéologiques du site ont révélé que l'usine était divisée en trois sections : une classe criminelle, la classe des détenues placées en isolement et une classe de détenues pouvant être embauchées. Ces classes étaient considérées comme les trois étapes de l'incarcération des femmes détenues.

## Histoire
La Ross Female Factory a ouvert ses portes en mars 1848 et a fermé en novembre 1854. Les transports vers la Terre de Van Diemen ont cessé en 1853. Le site servait à la fois d'usine, de centre de recrutement, d'hébergement pour les femmes détenues voyageant entre les colonies, d'hôpital de maternité et de crèche.
Les femmes détenues étaient embauchées si elles avaient un laissez-passer de probation auprès des colons locaux, surtout pour travailler comme domestiques. Elles pouvaient être renvoyées à l'usine pour y être punies si elles étaient accusées d'une infraction par leur maître ou leur maîtresse.
Le premier surintendant à être nommé était le Dr William J. Irvine ; il était également médecin de l'usine. Son épouse Ann est employée comme matrone.
Le service de police reprit les bâtiments après la fermeture de l'usine pour femmes en 1854. La chapelle était utilisée par l'Église catholique romaine.
Depuis 1995, Eleanor Casella a mené plusieurs fouilles archéologiques à la Ross Female Factory.
Des centaines de détenues sont passées par la Ross Female Factory au cours de ses six ans et demi de fonctionnement. Certaines de leurs histoires apparaissent dans Convict Lives at the Ross Female Factory,.